# Microneta inops
Microneta inops är en spindelart som först beskrevs av Tord Tamerlan Teodor Thorell 1875.  Microneta inops ingår i släktet Microneta och familjen täckvävarspindlar.
Artens utbredningsområde är Sverige. Inga underarter finns listade i Catalogue of Life.